# Księgi liturgiczne
Księgi liturgiczne Kościoła katolickiego – dokumenty zawierające teksty i przepisy odnoszące się do obrzędów Kościoła, zatwierdzonych przez Stolicę Apostolską. W księgach liturgicznych zawarte są też objaśnienia dotyczące poszczególnych obrzędów zwane rubrykami (nazwa pochodzi od czerwonego koloru, którym te objaśnienia są pisane; tekst podstawowy jest w kolorze czarnym).

## Księgi liturgiczne w Kościele Katolickim

### Powszechnie stosowane
- Liturgia godzin – zawiera teksty i przepisy dotyczące publicznych modlitw kościoła:
  - I Tom – Adwent i Boże Narodzenie
  - II Tom – Wielki Post i Wielkanoc
  - III Tom – Okres zwykły (tygodnie od 1. do 17.)
  - IV Tom – Okres zwykły (tygodnie od 18. do 34.)

- Mszał – zawiera stałe i zmienne teksty modlitw mszalnych.

- Lekcjonarz – zawiera perykopy biblijne używane podczas Liturgii Słowa Mszy św.

- Ewangeliarz – zawiera teksty Ewangelii na niedziele i święta; jest używany podczas szczególnie uroczystej liturgii.

- Rytuał – zawiera modlitwy i przepisy dotyczące sprawowania sakramentów i sakramentaliów przez kapłana:
  - Obrzędy chrztu dzieci.
  - Obrzędy wtajemniczenia chrześcijańskiego dorosłych.
  - Komunia św. i kult Tajemnicy Eucharystii poza mszą św.
  - Obrzędy pokuty.
  - Sakramenty chorych. Obrzędy i duszpasterstwo.
  - Obrzędy sakramentu małżeństwa.
  - Obrzędy błogosławieństw. Tom 1. – Błogosławieństwa dotyczące osób, budynków i wielorakiej działalności Chrześcijan
  - Obrzędy błogosławieństw. Tom 2. – Błogosławieństwa sprzętów liturgicznych, i przedmiotów kultu publicznego. Błogosławieństwa przedmiotów wyrażających pobożność ludu Chrześcijańskiego.
  - Egzorcyzmy i inne modlitwy błagalne.
  - Obrzędy pogrzebu.

- Pontyfikał – zawiera modlitwy i przepisy dotyczące obrzędów sprawowanych przez biskupa:
  - Obrzędy bierzmowania.
  - Obrzędy święceń biskupa, diakonów i prezbiterów.
  - Ustanowienie lektorów, akolitów, przyjęcie kandydatów do diakonatu i prezbiteratu.
  - Obrzędy konsekracji dziewic.
  - Obrzędy profesji zakonnej.
  - Obrzęd błogosławienia opata i ksieni.
  - Obrzęd błogosławienia olejów.
  - Obrzęd poświęcenia kościoła i ołtarza.
  - Obrzęd koronacji wizerunku Najświętszej Maryi Panny.

### Księgi używane dawniej w liturgii
- antyfonarz – zbiór śpiewów liturgicznych, głównie antyfon
- epistolarium – zbiór perykop uszeregowanych według kalendarza liturgicznego
- graduał – śpiewy mszalne chorału gregoriańskiego
- kancjonał – zbiór śpiewów liturgicznych
- kyriale – zbiór śpiewów chóralnych z nutami
- martyrologium – dzieje męczenników
- pasjonał – opis męki Chrystusa Pana
- psałterz – zbiór psalmów
- sakramentariusz lub sakramentarz – dawna nazwa księgi mszału